# Totò e i re di Roma
Totò e i re di Roma è un film italiano del 1951 diretto da Steno e Mario Monicelli.
Unico film in cui Totò e Alberto Sordi recitarono insieme, il titolo della pellicola fa riferimento a una domanda che viene proposta a Totò durante l'esame per la licenza elementare.

## Trama
Ercole Pappalardo lavora come archivista capo al Ministero; è in attesa della promozione - che lo aiuterebbe a mantenere in modo più dignitoso la sua numerosa famiglia - e della nomina a cavaliere. Un giorno viene chiamato, assieme al suo superiore, il cavalier Capasso, dal direttore generale in persona, "Sua Eccellenza" Langherozzi-Schianchi, perché si metta a disposizione di un suo conterraneo, del quale il ministro vuole avere il consenso in vista delle prossime elezioni. L'uomo con cui il Pappalardo si deve confrontare è un pedante maestro elementare, Palocco, che pretende dall'archivista capo il ritrovamento di una pratica riguardante il trasferimento di un pappagallo già appartenuto a un defunto musicista del suo paese, di cui Palocco è un grande estimatore, ed eventualmente anche il ritrovamento del pennuto stesso.
Ercole è malato di cuore. La famiglia vive di stenti, dividendo un uovo in sette per cena. I vicini vanno in villeggiatura e la moglie di Ercole decide di simularne una. La famiglia esce di giorno salutando tutti, ma poi rientra di nascosto di notte. Il collega Ferruccio di Ercole, credendolo solo, lo invita a teatro con due ragazze.
Qualche ora più tardi, mentre si trova sul loggione di un teatro assieme al collega Ferruccio, Pappalardo starnutisce inavvertitamente e colpisce proprio il direttore generale, che si trova seduto in platea, in compagnia di Palocco e di una compagnia femminile, nelle poltrone poste sotto al loggione. Lo starnuto viene interpretato come uno sputo e Pappalardo viene identificato da Palocco. Da quel momento, l'archivista capo tenta in tutti i modi di scusarsi con Sua Eccellenza, ma la presenza del Palocco da un lato e i controproducenti suggerimenti di Ferruccio dall'altro, fanno solo peggiorare la situazione. Scoperto che il pappagallo di cui Palocco cercava notizie è morto da tempo, Pappalardo decide di prenderne un altro e farlo passare per quello richiesto.
La sera in cui l'uomo invita il direttore generale e Palocco in casa sua per mostrargli il pappagallo, quest'ultimo ha imparato solo "quella carogna di Langherozzi" che l'archivista spesso ripete in casa e così insulta Sua Eccellenza il quale, arrabbiato, minaccia di vendicarsi. Sempre su suggerimento di Ferruccio, Pappalardo scrive allora una lettera di scuse a Langherozzi-Schianchi, purtroppo piena di errori di ortografia peggiorando ulteriormente la sua posizione perché il direttore generale si rende conto della totale ignoranza dell'archivista, che infatti è persino privo della licenza elementare. Per non fargli perdere il posto di lavoro, il suo superiore gli consiglia di conseguire almeno quel primo titolo di studio.
Ercole cerca di prepararsi al meglio ma all'esame di licenza elementare sbaglia quasi tutte le risposte. La commissione vorrebbe bocciarlo, ma dopo un accorato discorso dell'archivista comprende la sua difficile situazione e decide di ammetterlo ugualmente; entra però nell'aula il presidente di commissione, l'odiato Palocco. L'uomo ridicolizza Pappalardo e lo boccia, cosa che spinge l'archivista a esplodere in un vero e proprio pestaggio ai danni della commissione.
Consapevole d'aver ormai perduto il posto al ministero, Pappalardo decide di morire per dar poi in sogno alla moglie dei numeri da giocare al lotto: dopo avere scoperto che anche l'altro mondo è dominato da uffici e carte bollate, riesce a ottenere in modo illecito i numeri e a comunicarli in sogno alla moglie. Poco dopo viene portato al cospetto di Dio, che intende punirlo per il gesto: tuttavia, quando il Padreterno viene a conoscenza del fatto che Pappalardo è stato per trent'anni impiegato al ministero, lo manda subito in Paradiso.

## Censura
Il titolo originale avrebbe dovuto essere E poi dice che uno..., con riferimento a una frase pronunciata spesso da Totò durante il film: «E poi dice che uno si butta a sinistra [...] !».
Nella scena dell'interrogazione, quando Alberto Sordi chiede a Totò il nome di un pachiderma, si sente la risposta doppiata con voce diversa, che risponde: «Bartali!». Il movimento labiale dell'attore già tradisce il cambiamento e inoltre la risposta di Sordi - «Vedo che Lei non ha perso l'abitudine d'insultare i suoi superiori!» - rende ancor più evidente la manomissione del copione originario. Il tono è infatti fortemente sdegnato e quel "superiore" non può riferirsi al ciclista. Leggendo infatti il labiale di Totò, si può capire che pronuncia "De Gasperi!".
Altra scena che provocò problemi con la censura fu tutta la parte ambientata nell'aldilà. Al colloquio finale tra Pappalardo e Dio (interpretato da Ernesto Almirante) viene tagliata una intera pagina di dialogo ritenuta troppo irriguardosa nei confronti della religione. Viene anche ritenuto inaccettabile che il protagonista ricorresse al suicidio per salvare la famiglia, e così, per mezzo di una consolatoria postilla affidata a una voce fuori campo a fine film, il tutto viene "sfumato" in una sorta di sogno per smorzare i toni drammatici non consoni a un film comico. Inoltre, viene tagliata la battuta con cui Pappalardo, preparandosi a morire, chiede melodrammaticamente di vedere per l'ultima volta le sue cinque figlie, sembrata fin troppo allusiva a un suicidio.

## Critica
- Scriveva Ugo Zatterin (Il Giornale d'Italia, 19 ottobre 1952):

«Ieri Rascel chiedeva ispirazione a Gogol per proporci in una equivoca chiave d'umorismo il dramma del piccolo impiegato; oggi lo stesso dramma ce lo propone Totò sulla scorta, nientemeno, di Čechov e in una chiave anche più apertamente farsesca. Čechov, però, in questo film è presente solo con lo schema esteriore e molto travisato di due suoi racconti fusi insieme, e ancora una volta a predominare nella vicenda e a improntarla di sé è unicamente Totò con i suoi caratteristici atteggiamenti comici e il suo facile spirito parodistico. [...] Naturalmente questa paradossale conclusione e le situazioni che abbastanza disordinatamente la precedono sono vistosamente condite di facili spunti ispirati alla più convenzionale contingenza politica e alla parodia di un certo costume burocratico; ad essi si alternano momenti di più sommessa polemica [...]».
- Franco Zannino (Rassegna del film, 11 febbraio 1953):

«Con Totò e i re di Roma i due registi sono rientrati negli schemi deprecati e il comico napoletano è tornato alla sua ormai scontata maniera farsesca e marionettistica. Con un'attenuante, però: che questo film – come già Guardie e ladri – sì discosta, sul piano del contenuto, dai soliti pasticci a base di gambe nude (in verità, ci sono anche le gambe nude, ma ad esse è riservato un posto marginale). Nei titoli di testa si legge il nome di Cechov: un semplice pretesto. Se negli autori c'era, per caso, la vaga intenzione di erigere una specie di contraltare a Il cappotto (1952) di Lattuada (dove l'origine letteraria è Gogol), contrapponendo al copista Rascel l'archivista Totò, essa è miseramente fallita [... ]».